# W15 (kolej)

Wskaźnik W 15.
Ustawiany gdy sygnalizator umieszczony po prawej (1) lub lewej (2) stronie odnosi się do toru, przy którym stoi wskaźnik

W 15 – wskaźnik kolejowy oznaczający, że semafor, sygnalizator powtarzający lub tarcza ostrzegawcza, które nie są umieszczone w miejscu, w którym powinny się znajdować, mimo to odnoszą się do toru przy którym stoi wskaźnik.
Wskaźnik W 15 ustawia się w miejscu, w którym powinien się znajdować semafor, sygnał powtarzający lub tarcza ostrzegawcza. Ostrze czarnego trójkąta na wskaźniku zwrócone jest w stronę sygnalizatora (semafora, sygnału powtarzającego lub tarczy ostrzegawczej), którego sygnały odnoszą się do toru przy którym został ustawiony wskaźnik.